# Arecinae
Arecinae, podtribus palmi, dio tribusa Areceae, potporodica Arecoideae. Sastoji se od 10  rodova iz tropske i suptropske Azije.

## Rodovi
1. Cyrtostachys Blume (7 spp.)
2. Clinostigma H. Wendl. (11 spp.)
3. Bentinckia Berry ex Roxb. (2 spp.)
4. Areca L. (47 spp.)
5. Nenga H. Wendl. & Drude (5 spp.)
6. Pinanga Blume (144 spp.)
7. Oncosperma Blume (5 spp.)
8. Deckenia H. Wendl. ex Seem. (1 sp.)
9. Acanthophoenix H. Wendl. (2 spp.)
10. Tectiphiala H. E. Moore (1 sp.)